# 马叙加 (吉伦特省)
马叙加（法語：Massugas）是法国吉伦特省的一个市镇，属于朗贡区（Langon）佩莱格吕埃县（Pellegrue）。该市镇总面积14.41平方公里，2009年时的人口为285人。

## 人口
马叙加人口变化图示